# Индийско-угандийские отношения
Индийско-угандийские отношения — двусторонние дипломатические отношения между Индией и Угандой. В 1965 году страны установили дипломатические отношения и каждая из них имеет Высокую комиссию в столицах. Высокая комиссия Индии в Кампале также имеет аккредитацию для работы в Бурунди и Руанде. В Уганде проживает большая индийская община, а отношения между странами охватывают широкий спектр, включая политическое, экономическое, торговое, культурное и научное сотрудничество.

## История
В XIX веке начались отношения между современными государствами, которые в те годы были частью Британской империей. В Уганду прибыли более 30 000 индийцев, которые были доставлены туда британцами для строительства Угандийской железной дороги. Активисты движения за независимость Уганды были вдохновлены успехом Индийского национально-освободительного движения, а также были поддержаны в их борьбе премьер-министром Индии Джавахарлалом Неру. Индийско-угандийские отношения были на высоком уровне с момента обретения Угандой независимости, за исключением периода правления Иди Амина. В 1972 году президент Уганды Иди Амин изгнал более 55 000 человек индийского происхождения и 5 000 индийцев, которые в значительной степени составляли коммерческую и экономическую основу страны, обвинив их в эксплуатации коренных угандийцев. С середины 1980-х годов, когда к власти пришел президент Йовери Мусевени, отношения неуклонно улучшались. В настоящее время около 20 000 индийцев живут или работают в Уганде. Этническая напряженность между индийцами и угандийцами является постоянной проблемой в двусторонних отношениях, учитывая роль индийцев в экономике Уганды.

## Экономические отношения
Индийцы и лица индийского происхождения играют ключевую роль в экономике Уганды в обрабатывающей промышленности, торговле и секторе услуг. В индийских компаниях работают тысячи угандийцев и они являются одними из крупнейших налогоплательщиков страны. Традиционно индийцы в Уганде были торговцами гуджаратского происхождения. В последние годы в Уганду также прибыли иммигранты из Пенджаба и медицинские работники из Кералы. С 1980-х годов Индия является одним из крупнейших инвесторов и торговых партнеров Уганды.
В 2010-11 годах объём товарооборота между странами составил сумму 728 миллионов долларов США, при этом торговый баланс в значительной степени в пользу Индии, а экспорт Уганды в Индию составил сумму 16,7 миллионов долларов США от общего объема торговли. В 2011 году Уганда импортировала почти 30 % своих фармацевтических препаратов из Индии, в то время как Индия стала вторым по величине источником прямых иностранных инвестиций для Уганды. Компании, которыми управляют семьи выходцев из Индии, такие как «Madhvani Group», «Mehta Group», «Mukwano Group» и «Ruparelia Group», являются одними из крупнейших в Уганде, в то время как индийские компании, такие как «Tata Coffee», «Bank of Baroda» и «Airtel Africa», имеют значительное присутствие в Уганде.

## Техническое сотрудничество
После обретения Угандой независимости, Индия стала привлекательным местом получения высшего образования для угандийских студентов. Несколько ведущих политиков Уганды, в том числе бывший премьер-министр Кинту Мусоке и заместитель премьер-министра Кирунда Киведжинджа, учились в Индии. С 1960-х годов в рамках Индийской программы технического и экономического сотрудничества официальные лица Уганды, учёные и другие специалисты посещали учебные курсы в Индии. После саммитов форума Индия-Африка в Нью-Дели и Аддис-Абебе, Индия решила создать три ключевых учреждения в Уганде — Индийско-африканский институт внешней торговли, Центр бизнес инкубации пищевой промышленности и Лаборатория испытаний материалов. Уганда была связана с проектом Панафриканской электронной сети, осуществляемым Индией, что позволило ей получить доступ к индийскому опыту телемедицины и дистанционного обучения. Уганда также извлекла выгоду из индийской инициативы «Focus Africa» и её Нового экономического партнерства в интересах развития Африки, которые выделили более 200 миллионов долларов США на экономическое развитие континента.